# Jelly Belly-Carlsbad Clothing/2002
Deze pagina geeft een overzicht van de wielerploeg Jelly Belly-Carlsbad Clothing in 2002.

## Renners
| Naam              | Geboortedatum | Nationaliteit    | Ploeg 2001    |
| ----------------- | ------------- | ---------------- | ------------- |
| Kirk Albers       | 06-02-1969    | Verenigde Staten | Jelly Belly   |
| Brent Dawson      | 16-02-1978    | Verenigde Staten | neoprof       |
| Brian Forbes      | 20-05-1972    | Verenigde Staten | neoprof       |
| Mariano Friedick  | 09-01-1975    | Verenigde Staten | Jelly Belly   |
| Austin King       | 25-01-1981    | Verenigde Staten | neoprof       |
| Ernesto Lechuga   | 29-04-1976    | Mexico           | DeFeet-Lemond |
| Jason McCartney   | 22-10-1974    | Verenigde Staten | Jelly Belly   |
| Chris McGovern    | 20-04-1973    | Verenigde Staten | neoprof       |
| Remi McManus      | 15-05-1975    | Verenigde Staten | neoprof       |
| Cory Steinbrecher | 14-04-1982    | Verenigde Staten | neoprof       |
| Derek Wilkerson   | 20-03-1979    | Verenigde Staten | neoprof       |

2000 · 2001 · 2002 · 2003 · 2004 · 2005 · 2006 · 2007 · 2008 · 2009 · 2010 · 2011 · 2012